# Robert Berić
Robert Berić (Krško, 17 juni 1991) is een Sloveens voetballer die doorgaans als aanvaller speelt. Hij tekende in augustus 2015 een contract tot medio 2019 bij AS Saint-Étienne, dat circa €4.500.000,- voor hem betaalde aan Rapid Wien. Berić debuteerde in 2012 in het Sloveens voetbalelftal.

## Clubcarrière
Berić stroomde in 2006 door vanuit de jeugd van NK Krško. Dat verruilde hij in 2008 voor Interblock Ljubljana. Van hieruit verkaste hij in augustus 2010 samen met zijn teamgenoot Josip Iličić naar NK Maribor. Maribor verkocht Berić in juni 2013 voor één miljoen euro aan SK Sturm Graz.
Berić scoorde in zijn debuutjaar in Oostenrijk tien doelpunten in 35 wedstrijden in de Oostenrijkse Bundesliga. Dat leverde hem in 2014 een transfer op naar SK Rapid Wien, waar hij een vierjarig contract tekende. Op 11 juli 2014 debuteerde Berić voor zijn nieuwe club in de bekercompetitie, tegen SKU Amstetten. Hij maakte dat seizoen 27 doelpunten in 33 competitiewedstrijden en beëindigde de competitie met zijn ploeggenoten als nummer twee, achter Red Bull Salzburg. Hij begon het seizoen 2015/16 vervolgens met drie goals in vijf speelrondes, zijn laatste voor de club.
Berić tekende in augustus 2015 een contract tot medio 2019 bij AS Saint-Étienne, de nummer vijf van de Ligue 1 het jaar ervoor. Dat betaalde circa €4.500.000,- voor hem aan Rapid Wien.

## Clubstatistieken
| Seizoen | Club             | Land                | Competitie         | Competitie | Competitie | Beker | Beker | Internationaal | Internationaal | Totaal | Totaal |
| Seizoen | Club             | Land                | Competitie         | Wed.       | Dlp.       | Wed.  | Dlp.  | Wed.           | Dlp.           | Wed.   | Dlp.   |
| ------- | ---------------- | ------------------- | ------------------ | ---------- | ---------- | ----- | ----- | -------------- | -------------- | ------ | ------ |
| 2007/08 | NK Krško         | Vlag van Slovenië   | 2. SNLiga          | 15         | 3          | 1     | 2     | —              | —              | 16     | 5      |
| 2008/09 | NK Krško         | Vlag van Slovenië   | 2. SNLiga          | 8          | 1          | 1     | 1     | —              | —              | 9      | 2      |
| 2008/09 | NK Interblock    | Vlag van Slovenië   | Prva Liga          | 20         | 8          | 4     | 2     | —              | —              | 24     | 12     |
| 2009/10 | NK Interblock    | Vlag van Slovenië   | Prva Liga          | 16         | 4          | 2     | 0     | —              | —              | 18     | 4      |
| 2010/11 | NK Maribor       | Vlag van Slovenië   | Prva Liga          | 30         | 8          | 4     | 1     | 1              | 0              | 35     | 9      |
| 2011/12 | NK Maribor       | Vlag van Slovenië   | Prva Liga          | 28         | 6          | 4     | 1     | 11             | 1              | 43     | 8      |
| 2012/13 | NK Maribor       | Vlag van Slovenië   | Prva Liga          | 32         | 13         | 6     | 1     | 12             | 6              | 50     | 20     |
| 2013/14 | Sturm Graz       | Vlag van Oostenrijk | Bundesliga         | 35         | 10         | 5     | 2     | 2              | 0              | 42     | 12     |
| 2014/15 | Rapid Wien       | Vlag van Oostenrijk | Bundesliga         | 33         | 27         | 4     | 0     | 2              | 0              | 39     | 27     |
| 2015/16 | Rapid Wien       | Vlag van Oostenrijk | Bundesliga         | 5          | 3          | 1     | 1     | 4              | 2              | 10     | 6      |
| 2015/16 | AS Saint-Étienne | Vlag van Frankrijk  | Ligue 1            | 10         | 3          | 0     | 0     | 3              | 2              | 13     | 5      |
| 2016/17 | AS Saint-Étienne | Vlag van Frankrijk  | Ligue 1            | 22         | 6          | 1     | 0     | 9              | 3              | 32     | 9      |
| 2017/18 | AS Saint-Étienne | Vlag van Frankrijk  | Ligue 1            | 0          | 0          | 0     | 0     | —              | —              | 0      | 0      |
| 2017/18 | → RSC Anderlecht | Vlag van België     | Jupiler Pro League | 6          | 0          | 0     | 0     | 0              | 0              | 6      | 0      |
| 2017/18 | AS Saint-Étienne | Vlag van Frankrijk  | Ligue 1            | 15         | 7          | 1     | 1     | —              | —              | 16     | 8      |
| 2018/19 | AS Saint-Étienne | Vlag van Frankrijk  | Ligue 1            | 23         | 9          | 2     | 2     | —              | —              | 25     | 11     |
| Totaal  | Totaal           | Totaal              | Totaal             | 298        | 108        | 36    | 14    | 44             | 14             | 378    | 136    |

## Interlandcarrière
Berić debuteerde op 14 november 2012 in het Sloveens voetbalelftal, in een oefeninterland tegen Macedonië. Hij begon in de basiself en werd een kwartier voor tijd vervangen door Josip Iličić. Slovenië verloor de oefenwedstrijd in Skopje met 3–2. In een EK-kwalificatiewedstrijd tegen Estland op 8 september 2015 maakte Berić zijn eerste interlanddoelpunt. Het was het enige doelpunt van de wedstrijd (1–0 winst).
| Interlands van Robert Berić voor Slovenië | Interlands van Robert Berić voor Slovenië | Interlands van Robert Berić voor Slovenië | Interlands van Robert Berić voor Slovenië | Interlands van Robert Berić voor Slovenië | Interlands van Robert Berić voor Slovenië | Interlands van Robert Berić voor Slovenië |
| №                                         | Datum                                     | Wedstrijd                                 | Uitslag                                   | Soort wedstrijd                           | Doelpunten                                | Assists                                   |
| Als speler bij NK Maribor                 | Als speler bij NK Maribor                 | Als speler bij NK Maribor                 | Als speler bij NK Maribor                 | Als speler bij NK Maribor                 | Als speler bij NK Maribor                 | Als speler bij NK Maribor                 |
| ----------------------------------------- | ----------------------------------------- | ----------------------------------------- | ----------------------------------------- | ----------------------------------------- | ----------------------------------------- | ----------------------------------------- |
| 1.                                        | 14 november 2012                          | Macedonië – Slovenië                      | 3 – 2                                     | Vriendschappelijk                         | 0                                         | 0                                         |
| 2.                                        | 6 februari 2013                           | Slovenië – Bosnië en Herzegovina          | 0 – 3                                     | Vriendschappelijk                         | 0                                         | 0                                         |
| Als speler bij Sturm Graz                 |                                           |                                           |                                           |                                           |                                           |                                           |
| 3.                                        | 19 november 2013                          | Slovenië – Canada                         | 1 – 0                                     | Vriendschappelijk                         | 0                                         | 0                                         |
| Als speler bij Rapid Wien                 |                                           |                                           |                                           |                                           |                                           |                                           |
| 4.                                        | 14 november 2014                          | Slovenië – Colombia                       | 0 – 1                                     | Vriendschappelijk                         | 0                                         | 0                                         |
| 5.                                        | 27 maart 2015                             | Slovenië – San Marino                     | 6 – 0                                     | Kwalificatie EK 2016                      | 0                                         | 0                                         |
| 6.                                        | 30 maart 2015                             | Qatar – Slovenië                          | 1 – 0                                     | Vriendschappelijk                         | 0                                         | 0                                         |
| Als speler bij AS Saint-Étienne           |                                           |                                           |                                           |                                           |                                           |                                           |
| 7.                                        | 8 september 2015                          | Slovenië – Estland                        | 1 – 0                                     | Kwalificatie EK 2016                      | 1                                         | 0                                         |

Bijgewerkt op 12 september 2015.